# Цветаевская коллекция слепков ГМИИ

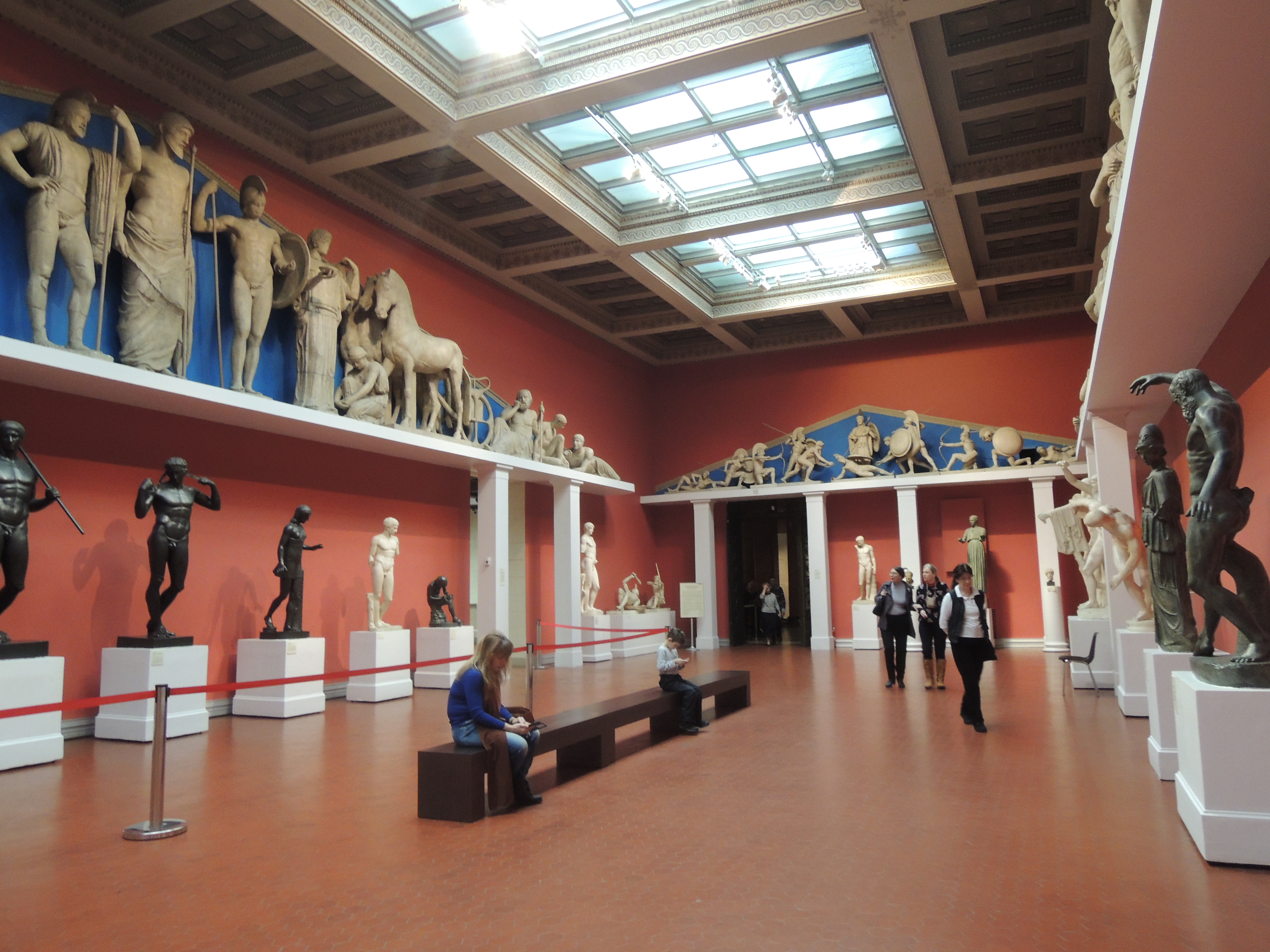
Экспозиция в главном здании: Греческий зал

Цветаевская коллекция слепков ГМИИ им. А.С. Пушкина — ядро коллекции Пушкинского музея, коллекция слепков со знаменитых произведений мировой скульптуры, составленное профессором И. В. Цветаевым.
В число экспонатов входит слепок раки святой Гертруды, оригинал которой находился в церкви Сент-Гертруд в Нивеле, уничтоженной во время Второй мировой войны. Для музея был полностью скопирован итальянский внутренний дворик палаццо Барджелло во Флоренции, а также колонны из стеблей папируса, воссоздающие образ храма Карнак.

## Местонахождение

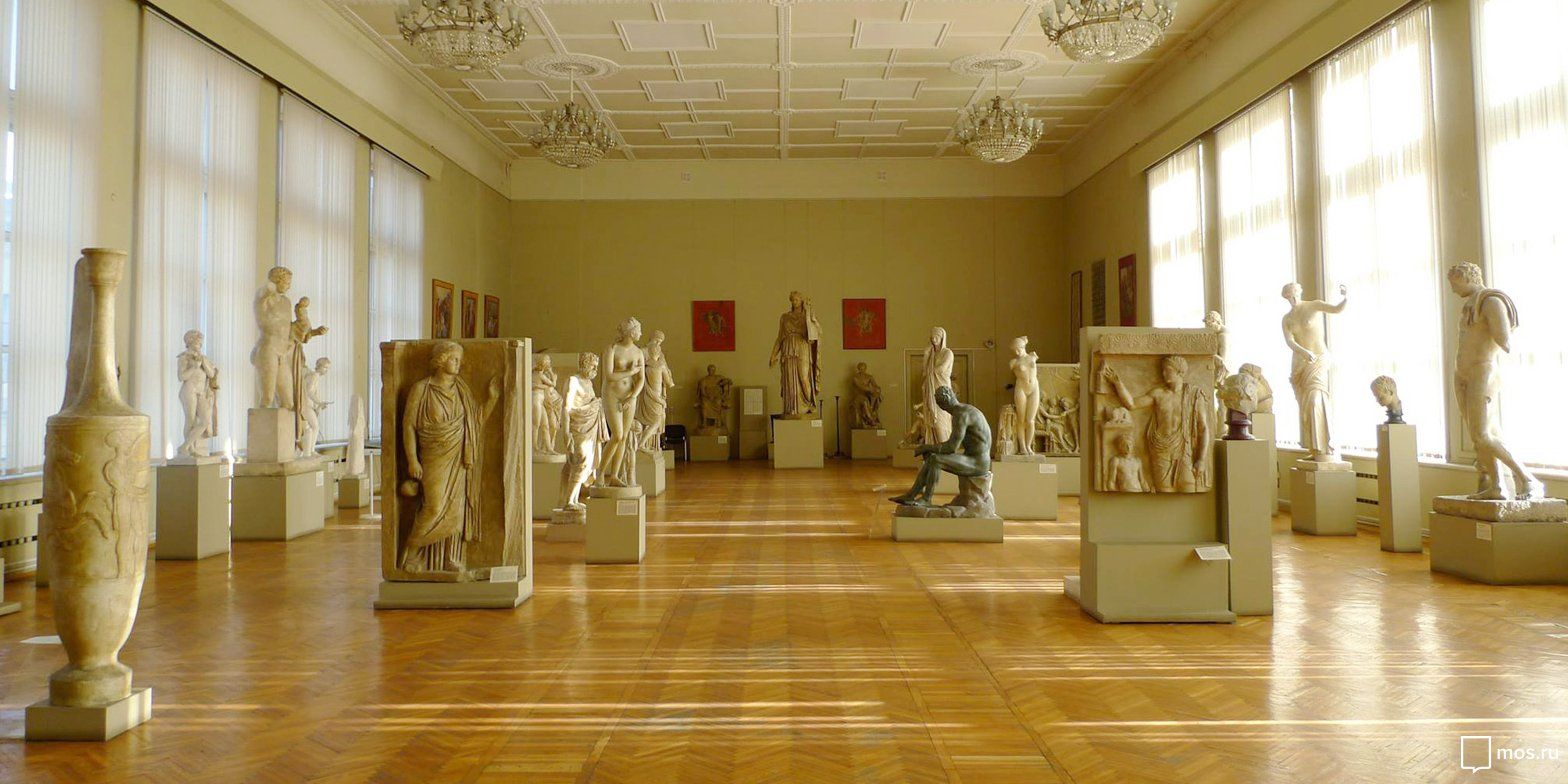
Учебный художественный музей им. И. В. Цветаева (Музей РГГУ)

Изначально коллекция занимала все главное здание ГМИИ, однако теперь ими занята лишь третья часть залов. Остальные слепки хранятся и выставляются в других местах.
Места хранения:
- Главное здание ГМИИ
- Учебный художественный музей им. И. В. Цветаева (часть Музея РГГУ) — около 1000 предметов[1]
- Галерея Зураба Церетели

После глобальной реконструкции музейного городка ГМИИ, окончание которой планируется примерно на 2023 год, их все планируется вернуть в главное здание, которое освободят от экспозиции живописи.

## История

### До Цветаева
История возникновения собрания связано с кафедрой истории искусства Московского университета.

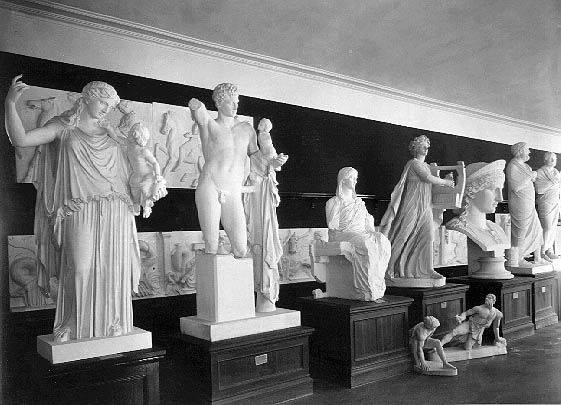
Кабинет изящных искусств и древностей в старом здании московского университета.

В 1831 году журнал «Телескоп» опубликовал проект «Об учреждении Эстетического музея при Московском университете», авторами которого были З. А. Волконская и профессор университета С. П. Шевырёв:

Музей «должен содержать полное собрание гипсовых слепков, а по возможности и мраморных копий, с лучших и замечательнейших произведений ваяния древнего, и среднего и нового, копии с отличных картин разных школ классической живописи и, наконец, моделей со всех главнейших памятников архитектуры, древностью и Средними веками потомству завещанных», «чтобы прогулка по галерее статуй живо олицетворяла для нас историю ваяний от начала до наших времен». При музее предполагалась библиотека, в которой должны были находиться лучшие руководства к изучению истории искусств и древностей.

В 1848 году был создан Кабинет изящных искусств и классических древностей при историко-филологическом факультете Московского университета. Его основателем был П. М. Леонтьев, остававшийся хранителем до 1860 года. Его коллекцию составляли античные вазы, нумизматическое собрание, слепки с античной скульптуры и специализированная библиотека. «В 1850-х годах профессор П. М. Леонтьев приобрел несколько бюстов и статуй в гипсовых отливах из Санкт-Петербургской академии художеств, внеся в Московский университет известнейшие изваяния Аполлона Бельведерского, Венеры Милосской, Дианы Версальской, Аполлона Мусагета, Венеры Таврической и ряд бюстов знаменитых людей Греции и Рима. В конце следующего десятилетия на дальнейшее устройство этого собрания поступило денежное назначение от известного писателя В. П. Боткина, и в 1882 году профессор К. К. Гёрц купил на эти средства за границей более 20 статуй и некоторые рельефы по античным образцам. Но главным его увлечением были греческие расписные вазы».
При создании кафедры истории искусства Кабинет стал активно использоваться в качестве его учебного пособия. С 1860 по 1883 год заведующим Кабинетом был К. К. Герц, до 1889 — А. Н. Шварц (будущий министр народного просвещения).
Кабинет стал началом ГМИИ им. А. С. Пушкина, изначально называвшегося Музеем Изящных Искусств имени Императора Александра III при Московском Университете. Музей задумывался профессором кафедры Цветаевым как учебно-образовательный публичный при университете: именно со времен Кабинета в стенах ГМИИ остаётся такое большое количество слепков — учебных пособий.

### При Цветаеве
В 1894 году, на первом съезде русских художников и любителей художеств, созванном по случаю дарения Москве картинной галереи братьев Третьяковых, Цветаев произнёс речь, в которой призвал к созданию нового музея изящных искусств в Москве. По инициативе профессора был объявлен конкурс на лучший проект музея. Победил в конкурсе проект Р. И. Клейна. В 1897 году он знакомится с миллионером Ю. С. Нечаевым-Мальцовым, который стал главным финансовым покровителем музея. В августе 1899 года состоялась торжественная закладка музея. 31 мая 1912 года Музей изящных искусств был открыт. «Наш гигантский младший брат» — называла его Марина Цветаева. Собственно, вначале это был музей античного искусства: вторая в России после Эрмитажа коллекция оригиналов и слепков греческой скульптуры, которые могли бы служить образцами для развития художественного вкуса. По воспоминаниям его дочери Марины Цветаевой, ряд из этих работ был выполнен в существующей до настоящего времени художественной мастерской в Шарлоттенбурге.

### После Цветаева
В настоящее время первоначальная коллекция распределена между тремя площадками. После глобальной реконструкции ГМИИ планируется вернуть все в главное здание, на прежнее место.

## Список
Собрание слепков и копий в момент своего создания является типичным для музейного дела Европы XIX века. Её состав вначале определялся состоянием и интересами искусствоведческой науки конца XIX столетия. Ныне коллекция является по своей сохранности и систематичности уникальной для XXI века,
Список неполон, включает в основном лишь то, что находится в открытом доступе в главном здании.

### Древние цивилизации и Древний Восток
| Фото                 | Название | Период                  | Оригинал         |
| -------------------- | --- | ----------------------- | ---------------- |
|                      | Законы Хаммурапи | 1755—1752 годы до н. э. | ? Лувр ?         |
|                      | Крылатый лев (шеду) из дворца Ашшурнацирапала II (3 штуки)                                                                                              | IX век до н. э.         | Британский музей |
| Ассирийские рельефы: | |                         |                  |
|                      | ? |                         |                  |
|                      | Рельеф из Нимруда с изображением дворца, возле которого стоят две колесницы                                                                             | IX век до н. э.         | Британский музей |
|                      | Рельеф с изображением возвращения с охоты | IX век до н. э.         | Британский музей |
|                      | Рельеф из Нимруда с изображением пленников | IX век до н. э.         | Британский музей |
|                      | Рельеф с изображением охоты на львов | IX век до н. э.         | Британский музей |
|                      | |                         |                  |
|                      | Рельеф с изображением осады войсками Ашшурнацирапала II неприятельской крепости                                                                         | IX век до н. э.         | Британский музей |
|                      | Рельеф с изображением осады города войсками Ашшурнацирапала II                                                                                          | IX век до н. э.         | Британский музей |
|                      | ? |                         |                  |
|                      | Рельеф с изображением воинов, плывущих на бурдюках к осаждаемой крепости                                                                                | IX век до н. э.         | Британский музей |
|                      | |                         |                  |
|                      | Рельеф с изображением крылатого духа с жертвенной козой и веткой в руках                                                                                | IX век до н. э.         | Британский музей |
|                      | Рельеф с изображениями Ашшурнацирапала II с чашей в руке и стоящего перед ним слуги                                                                     | IX век до н. э.         | Британский музей |
|                      | ? |                         |                  |
|                      | Рельеф из Нимруда с изображением царя Ашшурнацирапала II, держащего в руках жертвенную чашу и окруженного крылатыми гениями-покровителями и придворными | IX век до н. э.         | Британский музей |
|                      | Рельеф с изображением данников с обезьянами, предназначенными в дар царю                                                                                | IX век до н. э.         | Британский музей |
|                      | Рельеф с изображением крылатого духа в позе благословления                                                                                              | IX век до н. э.         | Британский музей |
|                      | ? |                         |                  |
|                      | |                         |                  |
|                      | Плита № 23 Тронного зала В Северо-западного дворца Ашшурнацирапала II в Кальху (Нимруд, Ирак)                                                           | 1-я пол. IX в. до н. э. | Британский музей |
|                      | Плита из дворца Саргона II в Дур-Шаррукине (Хорсабад, Ирак)                                                                                             | Конец VIII века         | Лувр             |
|                      | |                         |                  |
|                      | Капитель колонны зала приемов во дворце Дария I в Сузах (Иран) (Palace of Darius in Susa)                                                               | Ок. 510                 | Лувр             |

### Античность

#### Древнегреческая архаика и ранее
| Фото                                                             | Название                                                                           | Период                                            | Оригинал                                          |
| ---------------------------------------------------------------- | ---------------------------------------------------------------------------------- | ------------------------------------------------- | ------------------------------------------------- |
|                                                                  | Фигурки женского божества т. н. «кикладские идолы» (Cycladic art)                  | III тыс. до н. э.                                 | Государственные музеи, Берлин (Античное собрание) |
| Культовые сосуды из Трои                                         | Конец III тыс. до н. э.                                                            | Государственные музеи, Берлин (Античное собрание) |                                                   |
| Вотивные предметы из Кносского дворца (богиня со змеями и проч.) | Начало XVI в. до н. э.                                                             | Археологический музей (Гераклион)                 |                                                   |
|                                                                  | Вазы, украшения и кинжалы. Предметы из Царских (шахтовых) гробниц в Микенах        | XVI в. до н. э.                                   | Национальный археологический музей (Афины)        |
| Погребальная маска, т. н. «маска Агамемнона»                     |                                                                                    | XVI в. до н. э.                                   | Национальный археологический музей (Афины)        |
|                                                                  | Кинжалы.                                                                           | XVI в. до н. э.                                   | ?                                                 |
|                                                                  | Рельеф с Львиных ворот в Микенах                                                   | 1250 г. до н. э.                                  |                                                   |
|                                                                  | Сосуд с изображением сборщиков урожая из Агиа Триады (не представлен в экспозиции) | Вторая половина XVI в. до н. э.                   | Археологический музей (Гераклион)                 |
|                                                                  | Артемида Делосская (Dedication of Nikandre)                                        | Середина VII в. до н. э.                          | Национальный археологический музей (Афины)        |
|                                                                  | Дипилонский мастер Дипилонская амфора                                              | Ок. 760—750 гг. до н. э.                          | Национальный археологический музей (Афины)        |
|                                                                  | Голова Геры из Храма Геры в Олимпии                                                | Около 600 г. до н. э.                             | Археологический музей (Олимпия)                   |
|                                                                  | Архерм Бегущая Ника (Ника Архерма)                                                 | Ок. 550 г. до н. э.                               | Национальный археологический музей (Неаполь)      |
|                                                                  | Статуя Аполлона с о. Мелос (курос NAMA 1558)                                       | Ок. 550 г. до н. э.                               | Национальный археологический музей (Афины)        |
|                                                                  | Курос (Аполлон Тенейский) (Kouros of Tenea)                                        | Ок. 575—550 гг. до н. э.                          | Глиптотека (Мюнхен)                               |
| Метопы храма «С» в Селинунте (Temple C (Selinus)):               |                                                                                    |                                                   |                                                   |
|                                                                  | Персей, убивающий Медузу                                                           | Ок. 540—530 гг. до н. э.                          | Национальный музей (Палермо)                      |
|                                                                  | Геракл и кекропы                                                                   | Ок. 540—530 гг. до н. э.                          | Национальный музей (Палермо)                      |
|                                                                  |                                                                                    |                                                   |                                                   |
|                                                                  | Фрагмент надгробной стелы: юноша с диском                                          | 575 −550 гг. до н. э.                             | Национальный археологический музей (Афины)        |
|                                                                  | Статуя, посвященная Херамисом Гере (Гера Самосская)                                | 575-550 гг. до н. э.                              | Лувр                                              |
|                                                                  | Алксенор Наксоский Надгробие мужчины из Орхомена (Стела Алксенора)                 | Около 500 г. до н. э.                             | Национальный археологический музей (Афины)        |
|                                                                  | Аристокл Надгробие Аристиона (Стела Аристиона) (Stele of Aristion)                 | Ок. 510 г. до н. э.                               | Национальный археологический музей (Афины)        |
|                                                                  | Кора с афинского Акрополя («Задумчивая кора») (Korai of the Acropolis of Athens)   | Около 500 г. до н. э.                             | Музей Акрополя (Афины)                            |

#### Древнегреческая классика
| Фото                                                                       | Название | Период | Оригинал |
| -------------------------------------------------------------------------- | --- | --- | --- |
| Скульптуры с фронтонов храма Афины Афайи на о. Эгине:                      | | | |
|                                                                            | 1) Голова Афины (с восточного фронтона)                                                                     | 490-480 гг. до н. э. | Глиптотека, Мюнхен Государственное античное собрание, Мюнхен                                                                                        |
|                                                                            | 2) Воины (с восточного фронтона)                                                                            | 490-480 гг. до н. э. | Глиптотека, Мюнхен Государственное античное собрание, Мюнхен                                                                                        |
|                                                                            | 3) Сраженный воин (с восточного фронтона)                                                                   | 490-480 гг. до н. э. | Глиптотека, Мюнхен Государственное античное собрание, Мюнхен                                                                                        |
|                                                                            | 4) Геракл (с восточного фронтона)                                                                           | 490-480 гг. до н. э. | Глиптотека, Мюнхен Государственное античное собрание, Мюнхен                                                                                        |
|                                                                            | 5) Скульптуры западного фронтона                                                                            | Около 510 г. до н. э. | Глиптотека, Мюнхен Государственное античное собрание, Мюнхен                                                                                        |
|                                                                            | | | |
|                                                                            | Голова юноши с Афинского акрополя                                                                           | Около 480 г. до н. э. | Национальный археологический музей, Афины |
|                                                                            | Критий и Несиот Гармодий и Аристогитон                                                                      | Римская копия с бронзового греческого оригинала 477—476 гг. до н. э.                                                            | Национальный археологический музей, Неаполь |
|                                                                            | Рельеф с изображением харит                                                                                 | Римская копия с оригинала работы Сократа (?), второй четверти V в. до н. э.                                                     | Музей Ватикана, Рим |
|                                                                            | Дельфийский возничий                                                                                        | Около 470 г. до н. э. | Археологический музей, Дельфы |
|                                                                            | Гестия, т. н. Гестия Джустиниани (Giustiniani Hestia)                                                       | Реконструкция по римским копиям греческой бронзовой статуи около 460 г. до н. э.                                                | Музей Торлония, Рим |
|                                                                            | Аполлон из Тибра (Аполлон Тибрский)                                                                         | Римская копия греческого оригинала 60-х гг. V в. до н. э.                                                                       | Национальный музей (Термы Диоклетиана), Рим |
|                                                                            | Аполлон Шуазель-Гуффье (Choiseul-Gouffier Apollo)                                                           | Римская копия с греческого оригинала 470—460 гг. до н. э.                                                                       | Британский музей, Лондон |
|                                                                            | Статуя юноши, т. н. Эрот Соранцо                                                                            | Римская копия греческого бронзового оригинала около 460 г. до н. э.                                                             | Эрмитаж |
|                                                                            | Зевс (Дрезденский Зевс)                                                                                     | Римская копия с бронзового оригинала третьей четверти V в. до н. э.                                                             | Государственные художественные собрания, Дрезден (Собрание скульптуры)                                                                              |
|                                                                            | Гермес | Римская копия греческого оригинала второй четверти V в. до н. э.                                                                | Музей Ватикана, Рим |
|                                                                            | Голова юноши из Перинфа                                                                                     | Копия римского времени греческого оригинала, возможно, ионийского скульптора Пифагора Регийского, второй четверти V в. до н. э. | Альбертинум, Дрезден |
|                                                                            | Бюст юноши                                                                                                  | Копия римского времени греческой статуи круга Мирона второй четверти V в. до н. э.                                              | Собрание Инс-Бланделл, Великобритания |
| Фронтоны храма Зевса в Олимпии:                                            | | | |
|                                                                            | 1) Восточный фронтон                                                                                        | 468-456 гг. до н. э. | Археологический музей, Олимпия |
|                                                                            | 2) Западный фронтон                                                                                         | 468-456 гг. до н. э. | Археологический музей, Олимпия |
| Метопы храма Зевса в Олимпии:                                              | | | |
|                                                                            | 1) «Афина и Геракл со стимфалийскими птицами» (западная метопа)                                             | 468-456 гг. до н. э. | Реконструкция: - Археологический музей, Олимпия (фигура Геракла) - Лувр (фигура Афины)                                                              |
|                                                                            | 2) «Геракл и критский бык» (западная метопа)                                                                | 468-456 гг. до н. э. | Лувр |
|                                                                            | 3) «Гесперида, Геракл, Атлант» (восточная метопа)                                                           | 468-456 гг. до н. э. | Археологический музей, Олимпия |
|                                                                            | 4) «Афина и Геракл в авгиевых конюшнях» (восточная метопа)                                                  | 468-456 гг. до н. э. | Археологический музей, Олимпия |
|                                                                            | | | |
|                                                                            | Поликлет Киниск (Cinisco di Mantinea) (Атлет Уэстмэкотта) (Efebo Westmacott)                                | Римская копия с бронзовой статуи работы Поликлета около 450 г. до н. э.                                                         | Британский музей, Лондон |
|                                                                            | Поликлет Юный атлет, т. н. Идолино (Idolino)                                                                | Римская копия с греческой бронзовой статуи V в. до н. э. круга Поликлета                                                        | Музей Уффици. Флоренция |
|                                                                            | Поликлет Дорифор (копьеносец)                                                                               | Реконструкция на основании мраморных римских копий с греческого бронзового оригинала работы Поликлета около 440 г. до н. э.     | Национальный археологический музей, Неаполь |
|                                                                            | Поликлет Диадумен                                                                                           | Реконструкция оригинала на основе мраморных римских копий с греческого бронзового оригинала ок.420 г. до н. э.                  | Национальный археологический музей, Афины |
|                                                                            | Поликлет Раненая амазонка, т. н. Амазонка Скиарра                                                           | Римская копия с греческой бронзовой статуи работы Поликлета около 430 года до н. э.                                             | Государственные музеи, Берлин (Античное собрание)                                                                                                   |
|                                                                            | Раненая амазонка, т. н. Амазонка Маттеи                                                                     | Римская копия с бронзового оригинала ок. 440—430 гг. до н. э.                                                                   | Музей Ватикана, Рим |
|                                                                            | Трон Людовизи                                                                                               | 460-450 гг. до н. э. | Национальный музей (Термы Диоклетиана), Рим |
|                                                                            | Асклепий | Римская копия греческого оригинала середины V в. до н. э.                                                                       | Музей Уффици. Флоренция |
|                                                                            | Юноша из Субиако (en)                                                                                       | Римская копия греческого оригинала середины V в. до н. э.                                                                       | Национальный музей (Термы Диоклетиана), Рим |
|                                                                            | Герма Эсхила                                                                                                | Римская копия с греческого оригинала 460—450 гг. до н. э.                                                                       | Капитолийский музей, Рим |
|                                                                            | Мирон Дискобол                                                                                              | Реконструкция на основании римских копий с греческого бронзового оригинала около 450 г. до н. э.                                | Воссоздана из 4-х близких оригиналу повторений, хранящихся в музеях Флоренции и Лондона, в том числе Национальный музей (Термы Диоклетиана), Рим    |
|                                                                            | Афродита Брацца                                                                                             | Мраморная копия со статуи работы Фидия (?), ок 430 г. до н. э.                                                                  | Государственные музеи, Берлин (Античное собрание)                                                                                                   |
|                                                                            | Кресилай Герма Перикла                                                                                      | Римская копия с греческого оригинала третьей четверти V в. до н. э.                                                             | Музей Ватикана, Рим |
|                                                                            | Модель Афинского акрополя                                                                                   | | Акрополь, Афины |
|                                                                            | Иктин, Калликрат Модель Парфенона                                                                           | Ок. 447—432 гг. до н. э. | Акрополь, Афины |
|                                                                            | Иктин, Калликрат Парфенон, юго-восточный угол                                                               | Ок. 447—432 гг. до н. э. | Акрополь, Афины |
| Южные метопы Парфенона (на тему кентавромахии) (Metopes of the Parthenon): | | | |
|                                                                            | 1) Метопа №XXXII (Лапиф напротив кентавра)                                                                  | 447 — 443 гг. до н. э. | Британский музей, Лондон |
|                                                                            | 2) Метопа №II (Лапиф атакует кентавра сверху)                                                               | 447 — 443 гг. до н. э. | Британский музей, Лондон |
|                                                                            | 3) Метопа №VI (Молодой лапиф и старый кентавр)                                                              | 447 — 443 гг. до н. э. | Основная часть метопы в Британском музее; голова лапифа, найденная в 1913 году, находится в Музее Акрополя                                          |
|                                                                            | 4) Метопа №XXIX (Кентавр тащит женщину)                                                                     | 447 — 443 гг. до н. э. | Британский музей, Лондон |
|                                                                            | 5) Метопа №V (Кентавр)                                                                                      | 447 — 443 гг. до н. э. | Британский музей, Лондон |
|                                                                            | 6) Метопа №XXVII (Лапиф — возможно, Тезей и кентавр)                                                        | 447 — 443 гг. до н. э. | Основная часть метопы в Британском музее; голова лапифа — в музее Акрополя (или она часть № 9)                                                      |
|                                                                            | 7) Метопа №XXVIII (Кентавр и лежащий лапиф)                                                                 | 447 — 443 гг. до н. э. | Британский музей |
|                                                                            | 8) Метопа №XXVI (Лапиф и кентавр)                                                                           | 447 — 443 гг. до н. э. | Британский музей |
|                                                                            | 9) Метопа №VIII (Сидящий лапиф и кентавр)                                                                   | 447 — 443 гг. до н. э. | Британский музей |
|                                                                            | 10) Метопа №VII (Лапиф, возможно — Пирифой, и кентавр)                                                      | 447 — 443 гг. до н. э. | Основная часть метопы в Британском музее; голова лапифа в Лувре, а кентавра — в музее Акрополя                                                      |
|                                                                            | 11) Метопа №XXX (Кентавр и сидящий лапиф)                                                                   | 447 — 443 гг. до н. э. | Британский музей |
|                                                                            | 12) Метопа №IX (Кентавр и лапиф, падающий на сосуд)                                                         | 447 — 443 гг. до н. э. | Основная часть метопы в Британском музее; головы, а также фрагменты рук и ног — в музее Акрополя                                                    |
|                                                                            | 13) Метопа №IV (Лапиф с щитом и кентавр с сосудом)                                                          | 447 — 443 гг. до н. э. | Реконструкция. Основная часть метопы в Британском музее; головы в Национальном музее Дании (Копенгаген)                                             |
|                                                                            | 14) Метопа №III (Лапиф и кентавр)                                                                           | 447 — 443 гг. до н. э. | Британский музей |
|                                                                            | 15) Метопа №XXXI (Лапиф и кентавр)                                                                          | 447 — 443 гг. до н. э. | Британский музей |
|                                                                            | | | |
|                                                                            | Афинские всадники (западный зофор Парфенона)                                                                | 447 — 438 гг. до н. э. | Акрополь, Афины |
| Скульптуры восточного фронтона Парфенона (Pediments of the Parthenon):     | | | |
|                                                                            | 1) Гелиос                                                                                                   | Ок. 440—432 гг. до н. э. | Британский музей, Лондон |
|                                                                            | 2) Кони Гелиоса                                                                                             | Ок. 440—432 гг. до н. э. | Британский музей, Лондон |
|                                                                            | 3) Дионис                                                                                                   | Ок. 440—432 гг. до н. э. | Британский музей, Лондон |
|                                                                            | 4) Деметра                                                                                                  | Ок. 440—432 гг. до н. э. | Британский музей, Лондон |
| 5) Кора-Персефона                                                          | | Ок. 440—432 гг. до н. э. | Британский музей, Лондон |
|                                                                            | 6) Ирида | Ок. 440—432 гг. до н. э. | Британский музей, Лондон |
|                                                                            | 7) Гестия                                                                                                   | Ок. 440—432 гг. до н. э. | Британский музей, Лондон |
|                                                                            | 8) Диона | Ок. 440—432 гг. до н. э. | Британский музей, Лондон |
| 9) Афродита                                                                | | Ок. 440—432 гг. до н. э. | Британский музей, Лондон |
|                                                                            | 10) Селена                                                                                                  | Ок. 440—432 гг. до н. э. | ? (На сайте Британского музея в списке скульптур нет, возможно, переатрибутировано и убрано из списка статуй фронтона                               |
|                                                                            | 11) Конь Селены                                                                                             | Ок. 440—432 гг. до н. э. | Британский музей, Лондон |
|                                                                            | | | |
|                                                                            | Путеал с изображением сцены рождения Афины                                                                  | Римская копия I века. (Рельефная композиция повторяет центральную часть скульптурной группы восточного фронтона Парфенона)      | Национальный археологический музей, Мадрид |
| Скульптуры западного фронтона Парфенона:                                   | | | |
|                                                                            | 1) Речной бог (Кефис)                                                                                       | Ок. 440—432 гг. до н. э. | Британский музей, Лондон |
|                                                                            | 2) Гермес (?) или Кекроп                                                                                    | Ок. 440—432 гг. до н. э. | Реконструкция. Торс мужчины и верхняя часть плечей женщины — в Британском музее                                                                     |
| 3) Афина (?) или Пандроса                                                  | | Ок. 440—432 гг. до н. э. | Реконструкция. Торс мужчины и верхняя часть плечей женщины — в Британском музее                                                                     |
|                                                                            | 4) Посейдон                                                                                                 | Ок. 440—432 гг. до н. э. | Реконструкция. Основная часть торса — в Британском музее, передняя часть мускулатуры — в музее Акрополя                                             |
|                                                                            | 5) Ирида | Ок. 440—432 гг. до н. э. | Британский музей, Лондон |
|                                                                            | 6) Амфитрита                                                                                                | Ок. 440—432 гг. до н. э. | Британский музей, Лондон |
|                                                                            | | | |
|                                                                            | Гефестейон (главный фасад)                                                                                  | Между 440 и 430 гг. до н. э. | Афинская Агора |
|                                                                            | Южный портик Эрехтейона, т. н. портик кариатид                                                              | 420 — 406 гг. до н. э. | Афины, Акрополь |
|                                                                            | Кариатиды с портика Эрехтейона                                                                              | 420-406 гг. до н. э. | Британский музей, Лондон |
|                                                                            | Кариатиды с портика Эрехтейона                                                                              | Римская копия одной из кариатид портика Эрехтейона; 420—406 гг. до н. э.                                                        | Музей Ватикана, Рим |
|                                                                            | Афина и Марсий                                                                                              | Римские копии с греческих бронзовых оригиналов 460—445 гг. до н. э.                                                             | - Марсий: Музей Ватикана, Рим - Афина: Либигхауз, Франкфурт-на-Майне                                                                                |
|                                                                            | Голова Афины из группы «Афина и Марсий»                                                                     | Римская копия с греческого бронзового оригинала 460—445 гг. до н. э.                                                            | Альбертинум, Дрезден |
|                                                                            | Щит Афины Парфенос («Щит Странгфорда»)                                                                      | Римская копия оригинала работы Фидия, ок. 447—432 г. до н. э.                                                                   | Коллекция Странгфорда, Лондон |
|                                                                            | Фидий Афина Лемния                                                                                          | Реконструкция на основе мраморных римских копий греческого бронзового оригинала ок. 450 г. до н. э.                             | Государственные художественные собрания, Дрезден (Собрание скульптуры)                                                                              |
|                                                                            | Фидий Голова Афины Лемнии                                                                                   | Реконструкция на основе мраморных римских копий греческого бронзового оригинала ок. 450 г. до н. э.                             | Городской музей, Болонья |
|                                                                            | Афина Парфенос из Варвакиона (Varvakeion Athena)                                                            | Римская копия со статуи работы Фидия, находившейся в Парфеноне                                                                  | Национальный археологический музей, Афины |
|                                                                            | Афина из собрания Медичи                                                                                    | Копия II века н. э. статуи, восходящей к Афине Парфенос Фидия V века                                                            | Реконструкция Вальтера Амелунга: торс — Музей истории искусств, Вена; голова — Школа изящных искусств. Дар Р. Л. фон Гирш-Герейт                    |
|                                                                            | Афина Парфенос                                                                                              | Уменьшенная римская копия статуи работы Фидия третьей четверти V в. до н. э.                                                    | Прадо |
|                                                                            | Афина Джустиниани (Athena Giustiniani)                                                                      | Римская копия статуи круга Фидия конца V в. до н. э.                                                                            | Музей Ватикана, Рим |
|                                                                            | Афина из Веллетри (Athena of Velletri)                                                                      | | Лувр |
|                                                                            | Рельеф с изображением Элевсинских богов (Великий Элевскинский рельеф) (Grande stèle des mystères d'Éleusis) | Ок. 430 г. до н. э., найден в Элевсине                                                                                          | Национальный археологический музей, Афины |
|                                                                            | Пэоний из Менде Ника — богиня победы (Ника Пэония) (Nike of Paionios)                                       | Около 420 г. до н. э. | Археологический музей, Олимпия |
|                                                                            | Надгрбие Филиды с о. Фасоса                                                                                 | Конец V в. до н. э. | Лувр |
|                                                                            | Возничий | | Музей Акрополя, Афины |
|                                                                            | Каллимах Афродита в «садах» (Aphrodite of the Gardens)                                                      | Римская копия с работы Каллимаха последней четверти V в. до н. э.                                                               | Лувр |
|                                                                            | Юноша атлет                                                                                                 | Копия римского времени с греческого оригинала конца V в. до н. э.                                                               | Государственные художественные собрания, Дрезден (Собрание скульптур)                                                                               |
|                                                                            | Стела Гегесо, жены проксена (Grave Stele of Hegeso)                                                         | Ок. 410 г. до н. э. | Национальный археологический музей, Афины |
| Рельефы балюстрады храма Афины Ники Аптерос:                               | | | |
|                                                                            | Богиня, надевающая сандалию (Σανδαλίζουσα Νίκη)                                                             | Ок.410/400 гг. до н. э. | Музей Акрополя, Афины |
|                                                                            | Ника, водружающая трофей                                                                                    | Ок.410/400 гг. до н. э. | Музей Акрополя, Афины |
|                                                                            | | | |
|                                                                            | Надгробие Фрасея и Евандрии                                                                                 | Первая четверть IV в. до н. э.                                                                                                  | Государственные музеи, Берлин (Античное собрание)                                                                                                   |
|                                                                            | Кефисодот Старший Эрейна с Плутосом                                                                         | Мраморная римская копия с греческого бронзового оригинала ок. 370 г. до н. э.                                                   | Глиптотека, Мюнхен |
|                                                                            | Пракситель Аполлон Савроктон (убивающий ящерицу)                                                            | Копия римского времени статуи Праксителя ок. 370 г. до н. э.                                                                    | Вилла Альбани, Рим |
|                                                                            | Афродита Браски                                                                                             | Копия римского времени (I век) с оригинала ок. 350 г. до н. э. Восходит к Праксителю, статуе Афродиты Книдской                  | Реконструкция. В основе — Глиптотека, Мюнхен (Aphrodite Braschi) и Пио-Клементино (Венера Колонна). Слепок — дар К. С. Попова в начале 1890-х годов |
|                                                                            | Пракситель Гермес с младенцем Дионисом                                                                      | Копия I в. до н. э. с оригинала ок. 350—340 гг. до н. э.; найдена в Олимпии в 1877 г.                                           | Археологический музей, Олимпия |
|                                                                            | Пракситель Отдыхающий сатир (Resting Satyr)                                                                 | Копия римского времени оригинала ок. 340 г. до н. э.                                                                            | Капитолийский музей, Рим |
|                                                                            | Статуя богини т. н. Гера Барберини                                                                          | Переработка греческого образца IV в. до н. э.                                                                                   | Музей Ватикана, Рим |
|                                                                            | Статуя богини, т. н. Деметра из Ватикана (Церера)                                                           | Копия римского времени греческой статуи 430—420 гг. до н. э. (школа Фидия)                                                      | Пио-Клементино, Музей Ватикана, Рим |
|                                                                            | Колоссальная статуя Мельпомены                                                                              | | Лувр |
|                                                                            | Фрагменты фриза северной стороны Парфенона (рельеф в зале № 17)                                             | | |
|                                                                            | Рельеф (в зале № 18)                                                                                        | | |
|                                                                            | Рельефы (в зале № 21)                                                                                       | | |

#### Эллинизм
| Фото                                             | Название | Период | Оригинал                                                               |
| ------------------------------------------------ | --- | --- | ---------------------------------------------------------------------- |
|                                                  | Лисипп Голова Александра Македонского из Пергама                                                                           | Копия эллинистического времени с оригинала третьей четверти IV в. до н. э. | Археологический музей, Стамбул                                         |
|                                                  | Лисипп Отдыхающий Гермес                                                                                                   | | Национальный археологический музей, Неаполь                            |
|                                                  | Геракл и керинейская лань из Помпей                                                                                        | | Национальный музей, Палермо                                            |
|                                                  | Лисипп Апоксиомен | Ок. 310 г. до н. э. | Музей Ватикана, Рим                                                    |
|                                                  | Леохар Ганимед, похищаемый орлом                                                                                           | Римская копия с греческого бронзового оригинала; третья четверть IV в. до н. э. | Музей Ватикана, Рим                                                    |
|                                                  | Леохар Артемида, т. н. Диана Версальская                                                                                   | Римская копия с греческого оригинала третьей четверти IV в. до н. э. | Лувр                                                                   |
|                                                  | Леохар Аполлон, т. н. Аполлон Бельведерский                                                                                | | Музей Ватикана, Рим                                                    |
|                                                  | Мавзол | Середина IV в. до н. э. | Британский музей, Лондон                                               |
|                                                  | Скопас Менада | Римская копия с греческого оригинала ок.350 г. до н. э. | Альбертинум, Дрезден                                                   |
|                                                  | База колонны храма Артемиды в Эфесе                                                                                        | Ок. 340 г. до н. э. | Британский музей, Лондон                                               |
| Скульптуры с фронтона храма Афины Аллеи в Тегее: | | |                                                                        |
|                                                  | Скопас 1) Голова раненого воина (не представлен в экспозиции)                                                              | Ок. 350 г. до н. э. | Национальный археологический музей, Афины                              |
|                                                  | 2) Скопас Голова воина (не представлен в экспозиции)                                                                       | Первая четверть IV в. до н. э. | Национальный археологический музей, Афины                              |
|                                                  | | |                                                                        |
|                                                  | Скопас Мелеагр | Копия римского времени статуи первой половины IV в. до н. э. | Музей Ватикана, Рим                                                    |
|                                                  | Памятник Лисикрата | Ок. 334 г. до н. э. | г. Афины, район Плака                                                  |
|                                                  | Группа Ниобид | Вторая половина IV в. до н. э. | Уффици (?)                                                             |
|                                                  | Геркуланянка | Вторая половина IV века до н. э. | Государственные художественные собрания, Дрезден (Собрание скульптуры) |
|                                                  | Геркуланянка | Вторая половина IV века до н. э. | Лувр                                                                   |
|                                                  | Силанион Голова кулачного бойца из Олимпии (Kopf eines Faustkämpfers)                                                      | Конец IV в. до н. э. | Национальный археологический музей, Афины                              |
|                                                  | Бюст пергамца (не представлен в экспозиции)                                                                                | Копия римского времени оригинала III в. до н. э. | Британский музей, Лондон                                               |
|                                                  | Гелиос на колеснице. Часть фриза храма Афины в Илионе                                                                      | Конец IV — начало III в. до н. э. | Государственные музеи, Берлин (Античное собрание)                      |
|                                                  | Голова правителя из Пергама (не представлен в экспозиции)                                                                  | III в. до н. э. | Государственные музеи, Берлин (Античное собрание)                      |
|                                                  | Голова галла | III в. до н. э. | Греко-Римский музей, Александрия                                       |
|                                                  | Голова воина из Пергама (не представлен в экспозиции)                                                                      | Копия римского времени оригинала III—II вв. до н. э. | Национальный археологический музей, Неаполь                            |
|                                                  | Галл, убивающий свою жену и себя (Галл Людовизи) (Ludovisi Gaul)                                                           | Копия римского времени бронзового оригинала ок. 230—220 гг. до н. э. | Национальный музей (Термы Диоклетиана), Рим                            |
|                                                  | Умирающий галл | Копия римского времени бронзового оригинала ок. 230—220 гг. до н. э. | Капитолийский музей, Рим                                               |
|                                                  | Лаокоон | | Музей Ватикана, Рим                                                    |
|                                                  | Мальчик, вытаскивающий занозу (Спинарио)                                                                                   | Римская копия сер. I в. до н. э. эллинистической греческой статуи III в. до н. э. | Капитолийский музей, Рим                                               |
|                                                  | Спящий сатир, т. н. Фавн Барберини (фрагментированный слепок)                                                              | Копия римского времени с греческого оригинала ок. 220—200 гг. до н. э. | Государственное античное собрание, Мюнхен                              |
|                                                  | Спящая Ариадна | Мраморная копия с греческой статуи ок. 200 г. до н. э. | Музей Ватикана, Рим                                                    |
|                                                  | Аттал I, царь Пергама | Около 200 г. до н. э. | Государственные музеи, Берлин (Античное собрание)                      |
|                                                  | Торс атлета, т. н. Бельведерский торс                                                                                      | Копия I в. с оригинала конца III — начала II в. до н. э. | Музей Ватикана, Рим                                                    |
|                                                  | Ника Самофракийская | Около 190 г. до н. э. | Лувр                                                                   |
| Пергамский алтарь, рельефы и фрагменты:          | | |                                                                        |
|                                                  | 1) «Геката сражается с Клитием»; «Артемида против Ота»                                                                     | Около 180 г. до н. э. | Государственные музеи, Берлин (Пергамон-музеум)                        |
|                                                  | 2) «Битва Зевса с Порфирионом»                                                                                             | |                                                                        |
|                                                  | 3) «Битва Афины с Алкионеем», «Гея поднимается из земли»                                                                   | |                                                                        |
|                                                  | 4) «Нерей, Дорида, гигант и Океан» (рельеф над лестницей)                                                                  | |                                                                        |
|                                                  | 5) Гигант из сцены «Нимфы против гигантов» (рельеф над лестницей) 6) «Аполлон» 7) Семела из сцены «Дионис против гигантов» | |                                                                        |
|                                                  | 8) «Эриния (Мойра)» 9) «Рея / Кибела верхом на льве, Адрастея (?)»                                                         | |                                                                        |
|                                                  | Голова гиганта с Пергамского алтаря (не представлен в экспозиции)                                                          | Копия римского времени оригинала II в. до н. э. | Музей Уффици. Флоренция                                                |
|                                                  | Часть малого фриза Алтаря Зевса в Пергаме: Геракл и его сын Телеф, вскармливаемый ланью                                    | Около 190 г. до н. э. | Государственные музеи, Берлин (Пергамон-музеум)                        |
|                                                  | Балюстрада двора храма Афины в Пергаме                                                                                     | | Государственные музеи, Берлин                                          |
|                                                  | | |                                                                        |
|                                                  | Рельеф с изображением Артемиды, Лето, Аполлона и Ники                                                                      | Римская копия с греческого оригинала II в. до н. э. | Государственные музеи, Берлин (Античное собрание)                      |
|                                                  | Афродита Милосская | Копия с оригинала, возможно, второй половины II в. до н. э. | Лувр                                                                   |
|                                                  | «Точильщик», раб-палач, готовящийся к казни силена Марсия (Арротино) (Arrotino)                                            | Копия римского времени статуи III—II вв. до н. э. | Музей Уффици. Флоренция                                                |
|                                                  | Голова Афродиты из Пергама (не представлен в экспозиции)                                                                   | II в. до н. э. | Государственные музеи, Берлин (Античное собрание)                      |
|                                                  | Аполлоний из Тралл Тавриск из Тралл Наказание Дирки, т. н. Фарнезский бык                                                  | Копия римского времени с греческого оригинала II в. до н. э. | Национальный археологический музей, Неаполь                            |
|                                                  | Гермес, Эвридика и Орфей                                                                                                   | Римская копия греческого оригинала II в. до н. э. | Государственные музеи, Берлин (Античное собрание)                      |
|                                                  | Эллинистический правитель (Hellenistic Prince)                                                                             | Около середины II в. до н. э. | Национальный музей (Термы Диоклетиана), Рим                            |
|                                                  | Бюст Гомера | Римская копия с греческого оригинала II—I вв. до н. э. | Национальный археологический музей, Неаполь                            |
|                                                  | Нил | Римская копия втоpой половины I в. с александpийской скульптуpы эллинистического вpемени | Музей Ватикана, Рим                                                    |
|                                                  | Победительница в беге (Аталанта Барберини)                                                                                 | I в. до н. э., копия греческого оригинала. Памятник, созданный в эпоху эллинизма, судя по принципам его построения и стилевым особенностям, подражает «строгому» стилю 60-х гг. V в. до н. э. | Музей Ватикана, Рим                                                    |
|                                                  | Аполлон кифаред из Помпей                                                                                                  | I век. Подражание строгому стилю V века до н. э. | Национальный археологический музей, Неаполь                            |

#### Древний Рим
| Фото                 | Название | Период                                                             | Оригинал |
| -------------------- | --- | ------------------------------------------------------------------ | --- |
|                      | Капитолийская волчица | Втоpая четвеpть V в. до н. э. (ныне передатирован на Средние века) | Дворец Консерваторов. Рим                                                                                        |
|                      | Портрет мужчины т. н. Брут (Капитолийский Брут) | Конец III — начало II в. до н. э.                                  | Капитолийский музей, Рим                                                                                         |
|                      | Рельефы так называемого алтаря Домиция Агенобарба (Altar of Domitius Ahenobarbus) | 115-100 гг. до н. э.                                               | - Лувр. Париж (1 рельеф) - Государственное античное собрание, Мюнхен (3 рельефа)                                 |
|                      | Портретная статуя мужчины, т. н. Оратор (Авл Метелл) (L’Arringatore) (The Orator) | Около 100 г. до н. э.                                              | Археологический музей, Флоренция                                                                                 |
|                      | Статуя римлянина, совершающего возлияния | I век до н. э.                                                     | Музей Ватикана, Рим                                                                                              |
|                      | Голова римлянки | Вторая половина I в. до н. э.                                      | Государственные художественные собрания, Дрезден (Собрание скульптуры)                                           |
|                      | Марк Эмилий Лепид | Вторая половина I века до н. э.                                    | Музей Ватикана, Рим                                                                                              |
|                      | Портрет старого римлянина | Вторая половина I в. до н. э.                                      | Государственное античное собрание, Мюнхен                                                                        |
|                      | Портрет старого римлянина | Середина I в. до н. э.                                             | Музей Ватикана, Рим                                                                                              |
|                      | Часть карниза храма Конкордии в Риме | Конец I в. до н. э. — начало I в. н. э.                            | Форум Романум, Рим                                                                                               |
| Рельефы Алтаря Мира: | |                                                                    | |
|                      | 1) Справа на заднем плане пожилой человек в венке, Луций Эмилий Лепид Павел. В пpавой части Антония Стаpшая и её супpуг Луций Домиций Агенобаpб. Дpуз в военной фоpме. Маленький мальчик — Геpманик. | 13-9 гг. до н. э.                                                  | Музей «Алтаря Мира», Рим                                                                                         |
|                      | 2) В левой части плиты по бокам от жpецов-фламинов, совеpшающих жеpтвопpиношение, изобpажены импеpатоp Август (слева) и Агpиппа.                                                                     | 13-9 гг. до н. э.                                                  | Музей «Алтаря Мира», Рим                                                                                         |
|                      | 3) Богиня Земля (Saturnia Tellus), персонификация Италии | 13-9 гг. до н. э.                                                  | Музей «Алтаря Мира», Рим                                                                                         |
|                      | |                                                                    | |
|                      | Портрет Марка Випсания Агриппы | Конец I в. до н. э. — начало I в.                                  | Лувр |
|                      | Портрет Ливии Друзиллы (ранее считался портретом Октавии Младшей) | Первая четверть I в.                                               | Лувр |
|                      | Цезарь Октавиан Август в тоге | Начало I в.                                                        | Лувр |
|                      | Цезарь Октавиан Август из Прима Порта | Начало I в.                                                        | Музей Ватикана, Рим                                                                                              |
|                      | Портрет Тиберия | Первая четверть I в.                                               | Лувр |
|                      | Портрет Агриппины Младшей (Agrippina seduta) | Около середины I в.                                                | Национальный археологический музей, Неаполь                                                                      |
|                      | Портрет Нерона | I век                                                              | Британский музей, Лондон                                                                                         |
|                      | Портрет Нервы | I век                                                              | Музей Ватикана, Рим                                                                                              |
|                      | Молодой римлянин т. н. Юний Брут | Вторая половина I в.                                               | Капитолийские музеи                                                                                              |
|                      | Портрет Тита Флавия Веспасиана | Третья четверть I в.                                               | Лувр |
|                      | Портрет Луция Цецилия Юкунда | 60-е годы I в.                                                     | Национальный археологический музей, Неаполь                                                                      |
|                      | Жрец Исиды | Вторая половина I в.                                               | Капитолийский музей, Рим                                                                                         |
|                      | Часть карниза храма Веспасиана в Риме (en:Temple of Vespasian and Titus) | 79 год                                                             | Форум Романум, Рим                                                                                               |
|                      | Надгробие Гатериев (фрагменты): женский портрет, мужской портрет (Tomba degli Haterii) | 79 — 80 гг.                                                        | Музей Ватикана, Рим                                                                                              |
|                      | Рельеф — император Траян со свитой и ликторами | Последняя четвеpть I в.                                            | Латеранский музей, Рим                                                                                           |
|                      | Надгробие Луция Волусия Геракла | I век                                                              | Латеранский музей, Рим                                                                                           |
|                      | Надгробие в виде алтаря | I век                                                              | Государственные художественные собрания, Дрезден (Собpание скульптуры)                                           |
|                      | Танцовщица из Геркуланума | I век (стилизация под строгий стиль)                               | Национальный археологический музей, Неаполь                                                                      |
|                      | Танцовщица из Геркуланума | I век (стилизация под строгий стиль)                               | Национальный археологический музей, Неаполь                                                                      |
|                      | Портрет римлянки | Начало II в.                                                       | Государственные художественные собрания, Дрезден (Собрание скульптуры)                                           |
|                      | Портрет мальчика ливийца | Первая четверть II в.                                              | Государственные музеи, Берлин (Античное собрание)                                                                |
|                      | Портрет Антиноя | Первая четверть II в.                                              | Национальный археологический музей, Неаполь                                                                      |
|                      | Портрет Адриана | 30-е гг. II в.                                                     | Британский музей, Лондон                                                                                         |
|                      | Портрет Матидии | Первая четверть II в.                                              | Национальный археологический музей, Неаполь                                                                      |
|                      | Портрет Антонина Пия | Около середины II в.                                               | Национальный археологический музей, Неаполь                                                                      |
|                      | Портрет Марка Аврелия | 70-80 гг. II в.                                                    | Британский музей, Лондон                                                                                         |
|                      | Портрет Фаустины Старшей | Вторая четверть II в.                                              | Музей Ватикана, Рим                                                                                              |
|                      | Германец, т. н. Арминий | II в.                                                              | Капитолийский музей, Рим                                                                                         |
|                      | Портрет Мемнона | 150-160 гг.                                                        | Государственные музеи, Берлин (Античное собрание)                                                                |
|                      | Портрет юноши | Около середины II в. н. э.                                         | Государственные музеи, Берлин (Античное собрание)                                                                |
|                      | Портрет Луция Вера | 60-е гг. II в.                                                     | Лувр |
|                      | Портрет Коммода | Конец II века                                                      | Британский музей, Лондо                                                                                          |
|                      | Портретная статуя Коммода | Последняя четверть II в.                                           | Лувр |
|                      | Портрет Клодия Альбина | Конец II века                                                      | Лувр |
|                      | Портрет римлянина | II в.                                                              | Государственные художественные собрания, Дрезден (Собрание скульптуры)                                           |
|                      | Портрет римлянки | II в.                                                              | Государственные художественные собрания, Дрезден (Собрание скульптуры)                                           |
|                      | Юнона Соспита | Вторая половина II в.                                              | Музей Ватикана, Рим                                                                                              |
|                      | Пленный дак | Начало II в.                                                       | Латеранский музей, Рим                                                                                           |
|                      | Виктория Кальватоне (оригинал — позолоченная бронза) | Втоpая половина II в. (ок. 168 г. н. э.).                          | ранее: Государственные музеи, Берлин (Античное собрание) Считалась утраченной, обнаружена в 2015 году в Эрмитаже |
|                      | Рельеф с изображением жертвенных животных (суоветаврилия): свиньи, овцы, быка | Начало II в.                                                       | Фоpум Тpаяна, Рим                                                                                                |
|                      | Рельеф с изображением орла с форума Траяна | Начало II в.                                                       | Цеpковь Святых апостолов (Санти Апостоли), Рим                                                                   |
|                      | Саркофаг с изображением муз | Середина II в.                                                     | Лувр |
|                      | Школа | Конец II в.                                                        | Музей земли Рейнланд — Пфальц, Трир, Неумаген                                                                    |
|                      | Маска медузы Горгоны |                                                                    | Музей Вальpаф-Рихаpц, Кельн                                                                                      |
|                      | Канделябр с аистами | II в.                                                              | Национальный археологический музей, Неаполь                                                                      |
|                      | Портрет Каракаллы | Первая четверть III в.                                             | Национальный археологический музей, Неаполь                                                                      |
|                      | Портрет Юлии Домны (Женщина из династии Северов) | Первая четверть III в.                                             | Музей Ватикана, Рим                                                                                              |
|                      | Портрет Юлии Домны | Начало III в.                                                      | Британский музей, Лондон                                                                                         |
|                      | Портрет Юлии Маммеи | 30-е гг. III в.                                                    | Британский музей, Лондон                                                                                         |
|                      | Портрет Геты | Начало III в.                                                      | Лувр |
|                      | Портрет Гордиана Старшего | Вторая четверть III в.                                             | Британский музей, Лондон                                                                                         |
|                      | Портрет римлянки | III век                                                            | Британский музей                                                                                                 |
|                      | Портрет пожилой римлянки | III век                                                            | Государственные музеи, Берлин (Античное собрание)                                                                |
|                      | Варвар | Первая половина III в.                                             | Государственные художественные собрания, Дрезден (Собрание скульптуры)                                           |
|                      | Портрет римлянина | III век                                                            | Государственные художественные собрания, Дрезден                                                                 |
|                      | Портрет римлянина | III век                                                            | Государственные художественные собрания, Дрезден (Собрание скульптуры)                                           |
|                      | Портрет римлянина | III век                                                            | Государственные музеи, Берлин (Античное собрание)                                                                |
|                      | Портрет римлянина | III век                                                            | Государственные художественные собрания, Дрезден (Собрание скульптуры)                                           |
|                      | Портрет мальчика | III век                                                            | Государственные художественные собрания, Дрезден (Собрание скульптуры)                                           |
|                      | Саркофаг с изображением мифа об Ипполите и Федре | Ок. 210 г.                                                         | Музей Ватикана, Рим                                                                                              |
|                      | Добрый пастырь | III век                                                            | Музей Ватикана, Рим                                                                                              |
|                      | Сбор податей | Начало III века                                                    | Музей земли Рейнланд — Пфальц, Трир, Неумаген                                                                    |
|                      | Два льва из святилища Исиды и Сераписа в Риме (Temple of Isis and Serapis) | Начало III в.                                                      | Капитолийский музей, Рим                                                                                         |
|                      | Портрет Констанция Хлора |                                                                    | Государственные музеи, Берлин                                                                                    |
|                      | Портрет Максимина Дазы | Первая четверть IV в.                                              | Национальный музей, Каир                                                                                         |
|                      | Портрет Максценция | Начало IV в.                                                       | Государственные художественные собрания, Дрезден (Собрание скульптуры)                                           |
|                      | Портрет римлянина | Начало IV в.                                                       | Государственные художественные собрания, Дрезден (Собрание скульптуры)                                           |
|                      | Канделябр | Конец I в. до н. э. — начало I в.                                  | Национальный археологический музей, Неаполь                                                                      |
|                      | Треножник | Конeц I в. до н. э.- начало I в.                                   | Национальный археологический музей, Неаполь                                                                      |
|                      | Печь переносная | Конeц I в. до н. э.- начало I в.                                   | Национальный археологический музей, Неаполь                                                                      |
|                      | Сосуд для кипячения воды, стоящий на треножнике | Конeц I в. до н. э.- начало I в.                                   | Национальный археологический музей, Неаполь                                                                      |
|                      | Шлем и поножь гладиатора на скамье | Конeц I в. до н. э.- начало I в.                                   | Национальный археологический музей, Неаполь                                                                      |
|                      | Весы и гири на столике | I век                                                              | Национальный археологический музей, Неаполь                                                                      |
|                      | Двурожковые светильники с головой водяной птицы — львов и двумя орлами на канделябре | 60-е годы I века                                                   | Национальный археологический музей, Неаполь                                                                      |
|                      | Блюдо с изображением Минервы (Гильдесгеймский клад) |                                                                    | Государственные музеи, Берлин                                                                                    |
|                      | Блюдо с изображением младенца Геракла, душащего змей (Гильдесгеймский клад) |                                                                    | Государственные музеи, Берлин                                                                                    |

### Византия
| Фото | Название                      | Период        | Оригинал                                                                               |
| ---- | ----------------------------- | ------------- | -------------------------------------------------------------------------------------- |
|      | Плита алтарной перегородки    | V век         | Церковь Сан Витале (Равенна, Италия)                                                   |
|      | Добрый пастырь                | 450-е годы    | Мавзолей Галлы Плацидии (Равенна, Италия)                                              |
|      | Богоматерь на троне           | До 526 года   | Церковь Сант Аполлинаре Нуово (Равенна, Италия) (Копия мозаики центрального нефа)      |
|      | Ангел                         | До 526 года   | Церковь Сант Аполлинаре Нуово (Равенна, Италия) (Копия мозаики центрального нефа)      |
|      | Иисус и самарянка             |               | Церковь Сант Аполлинаре Нуово (Равенна, Италия)                                        |
|      | Император Юстиниан со свитой  | 546-548 гг.   | Церковь Сан Витале (Равенна, Италия)                                                   |
|      | Императрица Феодора со свитой | 546-548 гг.   | Церковь Сан Витале (Равенна, Италия)                                                   |
|      | Сцены из жизни святого Марка  | 1260-1270 гг. | Собор Сан Марко (Венеция, Италия) (Копии мозаик свода капеллы кардинала Баттиста Зено) |
|      | Сцены из жизни святого Марка  | 1260-1270 гг. | Собор Сан Марко (Венеция, Италия) (Копии мозаик свода капеллы кардинала Баттиста Зено) |
|      | Сцены из жизни святого Марка  | 1260-1270 гг. | Собор Сан Марко (Венеция, Италия) (Копии мозаик свода капеллы кардинала Баттиста Зено) |
|      | Сцены из жизни святого Марка  | 1260-1270 гг. | Собор Сан Марко (Венеция, Италия) (Копии мозаик свода капеллы кардинала Баттиста Зено) |
|      |                               |               |                                                                                        |

### Средневековье
| Фото | Название | Период                              | Оригинал                                                          |
| --- | --- | ----------------------------------- | ----------------------------------------------------------------- |
| | Двери с изображением библейских сцен                                                                              | 1015 год                            | Собор св. Годехарда (Хильдесхейм, Германия)                       |
| | Колонна с изображением новозаветных сцен                                                                          | Между 1015 и 1022 гг.               | Церковь Санкт Михаэль (Хильдесхейм, Германия)                     |
| | Распятие (Хельмштедтский крест) (de)                                                                              | Последняя треть XI века             | Церковь Санкт Лиудгер (Эссен-Верден, Германия)                    |
| | Льежский мастер XII века (Ренье де Юи?) Купель церкви Сент Бертелеми (Fonts baptismaux de Saint-Barthélemy)       | 1107 — 1118 гг.                     | Церковь Сент Бертелеми (Льеж, Бельгия)                            |
| | Купель Хильдесхеймского собора (Bronzetaufe, Hildesheimer Dom)                                                    | Ок. 1220                            | Собор Вознесения Богоматери (Хильдесхейм, Германия)               |
| | Пророк (Ветхозаветный персонаж)                                                                                   | 1145- 1155 гг.                      | Собор Нотр-Дам (Шартр, Франция)                                   |
| | Святой Георгий | 1230-1235 гг.                       | Собор Нотр-Дам (Шартр, Франция)                                   |
| | Святая Модеста | 1220-1230 гг.                       | Собор Нотр-Дам (Шартр, Франция)                                   |
| | Надгробие епископа Эврара де Фуйуа (Évrard de Fouilloy)                                                           | После 1222 года                     | Собор Нотр-Дам (Амьен, Франция)                                   |
| | Благословляющий Христос (Beau Dieu d’Amiens)                                                                      | Между 1224 и 1235 годом             | Собор Нотр-Дам (Амьен, Франция)                                   |
| | Проем портала со статуей Богоматери (Vierge dorée)                                                                | Между 1236 и 1269 гг.               | Собор Нотр-Дам (Амьен, Франция)                                   |
| Поверженная Синагога                                                                                          | Около 1225—1230 гг.                                                                                               | Собор Нотр-Дам (Страсбург, Франция) |                                                                   |
| Торжествующая Церковь                                                                                         | Около 1225—1230 гг.                                                                                               | Собор Нотр-Дам (Страсбург, Франция) |                                                                   |
| | Успение Богоматери                                                                                                | Около 1230 года                     | Собор Нотр-Дам (Страсбург, Франция)                               |
| | Надгробие графа Випрехта фон Гройча                                                                               | Около 1230—1240 гг.                 | Городская церковь св. Лаврентия (Аббатство Пегау, Германия)       |
| | Портал собора («Златые врата») (Goldene Pforte)                                                                   | Около 1230 года                     | Собор Либфрауенкирхе (Фрейберг, Германия)                         |
| | Портал | Конец XII — начало XIII века        | Собор святого Михаила (Альба-Юлия, Румыния)                       |
| | Распятие | После 1230                          | Церковь замка Вексельбург (Германия)                              |
| | Всадник (Бамбергский всадник)                                                                                     | До 1237 года                        | Собор Санкт Петер унд Георг (Бамберг, Германия)                   |
| | Церковь и Синагога, Ангел                                                                                         | До 1237 года                        | Собор Санкт Петер унд Георг (Бамберг, Германия)                   |
| | Мария и Елизавета                                                                                                 | До 1237 года                        | Собор Санкт Петер унд Георг (Бамберг, Германия)                   |
| | Искуситель и дева                                                                                                 | 1240-е                              | Музей монастыря Клигенталь (Базель, Швейцария)                    |
| | Пророк (?) | XIII век                            | Музей Отберже (Сенли, Франция)                                    |
| | Пророк Иона (?)                                                                                                   | До 1241 года                        | Собор Нотр-Дам (Реймс, Франция)                                   |
| | Ангел | 1230-е                              | Собор Нотр-Дам (Реймс, Франция)                                   |
| | Ангел | 1230-е                              | Собор Нотр-Дам (Реймс, Франция)                                   |
| | Моисей | До 1241 года                        | Собор Нотр-Дам (Реймс, Франция)                                   |
| | Атлант | До 1241 года                        | Собор Нотр-Дам (Реймс, Франция)                                   |
| | Мастер св. Иосифа Святой Иосиф                                                                                    | Около 1245—1255 гг.                 | Собор Нотр-Дам (Реймс, Франция)                                   |
| Мастер св. Иосифа Служанка Марии                                                                              | Собор Нотр-Дам (Реймс, Франция)                                                                                   | Около 1245—1255 гг.                 |                                                                   |
| | Мастер св. Иосифа Ангел (Улыбающийся ангел)                                                                       | Около 1245—1255 гг.                 | Собор Нотр-Дам (Реймс, Франция)                                   |
| | Священник | Ок. 1250—1260-е                     | Собор Нотр-Дам (Реймс, Франция)                                   |
| | Мужская голова (Ангел?)                                                                                           | XIII век                            | Собор Нотр-Дам (Реймс, Франция)                                   |
| | |                                     |                                                                   |
| Фигуры с фасада Наумбургского собора (Naumburger Stifterfiguren):                                             | |                                     |                                                                   |
| | Наумбургский мастер 1) Мария 2) Иоанн                                                                             | Около 1250 года                     | Собор Санкт Петер унд Пауль (Наумбург, Германия)                  |
| | Наумбургский мастер 3-4) Фигуры маркграфа Эккехарда и маркграфини Уты (фрагменты) (Stifterfigur Uta von Naumburg) | Около 1250 года                     | Собор Санкт Петер унд Пауль (Наумбург, Германия)                  |
| | Наумбургский мастер 5) Маркграф Герман                                                                            | Около 1250 года                     | Собор Санкт Петер унд Пауль (Наумбург, Германия)                  |
| | Наумбургский мастер 6) Маркграфиня Риглинда (Reglindis)                                                           | Около 1250 года                     | Собор Санкт Петер унд Пауль (Наумбург, Германия)                  |
| | |                                     |                                                                   |
| | Наумбургский мастер Тайная вечеря                                                                                 | Около 1250 года                     | Собор Санкт Петер унд Пауль (Наумбург, Германия)                  |
| | Наумбургский мастер Иуда получает 30 сребреников                                                                  | Около 1250 года                     | Собор Санкт Петер унд Пауль (Наумбург, Германия)                  |
| | Наумбургский мастер Взятие Христа под стражу                                                                      | Около 1250 года                     | Собор Санкт Петер унд Пауль (Наумбург, Германия)                  |
| | |                                     |                                                                   |
| | Колар из Дуэ, Жакемон из Нивеля Рака святой Гертруды (Châsse de sainte Gertrude)                                  | 1272-1298 гг.                       | Ранее: Церковь Сент Гертруд (Нивель, Бельгия) утрачен в 1940 году |
| | Капитель | XIII век                            | Собор святого Куниберта (Кельн, Германия)                         |
| | Клаус Слютер Колодец пророков                                                                                     | Около 1395—1406 гг.                 | Картезианский монастырь Шанмоль (Дижон, Франция)                  |
| | Нанни ди Банко Святой Элигий                                                                                      | Ок. 1376—1421                       | Церковь Орсанмикеле (Флоренция)                                   |
| | Клаус Слютер; Клаус де Верве Плакальщики                                                                          | 1404-1405                           | Музей изящных искусств (Дижон)                                    |
| | Неизвестный мастер Молодая девушка на молитве                                                                     | XV век                              | Музей Клюни (Париж)                                               |
| | Сирлин Йорг Епископское место                                                                                     | 1468                                | Ульмский собор (Ульм, Германия)                                   |
| | Сирлин Йорг Три пророка, Святая (Варвара?) с макетом башни, Св. Дебора (?), Св. Анна (фрагменты церковной скамьи) | Ок. 1469—1474                       | Ульмский собор (Ульм, Германия)                                   |
| | Сирлин Йорг Бюст Виргилия (фрагмент церковной скамьи)                                                             | Ок. 1470                            | Ульмский собор (Ульм, Германия)                                   |
| | Жан Барбе Ангел. Флюгер на башне замка Люд во Франции                                                             | 1475                                | Коллекция Фрик (Нью-Йорк)                                         |
| | А. Лемуатюрье Плакальщик (c А. Лемуатюрье. Надгробие Филиппа По. Из капеллы аббатства Сито (Tomb of Philippe Pot) | Ок. 1480 г.                         | Лувр                                                              |
| | Эразм Грассер Фигуры из серии «Танцоры мориски»                                                                   | 1480-е гг                           | Музей истории города Мюнхен (Германия)                            |
| | Тильман Рименшнейдер Апостолы                                                                                     | 1490-1492                           | Баварский национальный музей (Мюнхен)                             |
| | Тильман Рименшнейдер Распятие                                                                                     |                                     | Частное собрание (Вюрцбург)                                       |
| | Тильман Рименшнейдер Мадонна с младенцем                                                                          | после 1503                          | Музей Мартина фон Вагнера (Вюрцбург)                              |
| | Фейт Штосс (Вит Ствош) Взятие Христа под стражу                                                                   | 1499                                | Церковь Санкт Зебальдус (Нюрнберг, Германия)                      |
| | Фишер Петер Старший , Фишер Герман Младший , Фишер Петер Младший Рака св. Зебальда (Sebaldusgrab)                 | 1508-1519                           | Церковь Санкт Зебальдус (Нюрнберг, Германия)                      |
| | |                                     |                                                                   |
| Адам Крафт. Рельефы из цикла «Страсти Христовы» для крестного пути в г. Нюрнберг (Nürnberger Kreuzweg):       | |                                     |                                                                   |
| | 1) Дщери Иерусалимские                                                                                            | 1505-1508                           | Германский национальный музей (Нюрнберг, Германия)                |
| | 2) Плат Вероники                                                                                                  | 1505-1508                           | Германский национальный музей (Нюрнберг, Германия)                |
| | 3) Оплакивание | 1505-1508                           | Германский национальный музей (Нюрнберг, Германия)                |
| | |                                     |                                                                   |
| | Нюрнбергский мастер Оплакивание Христа                                                                            | 1512                                | Церковь святого Иакова (Нюрнберг)                                 |
| | |                                     |                                                                   |
| Фишер Петер Старший, мастерская. Фигуры с гробницы императора Максимилиана I (Grabmal Kaiser Maximilians I.): | |                                     |                                                                   |
| | 1) Король Теодорих                                                                                                | 1514                                | Дворцовая церковь (Инсбрук, Австрия)                              |
| | 2) Король Артур                                                                                                   | 1514                                | Дворцовая церковь (Инсбрук, Австрия)                              |
| | |                                     |                                                                   |
| | Фишер Петер Младший Надгробие курфюрста Фридриха Мудрого                                                          | 1527                                | Дворцовая церковь (Виттенберг, Германия)                          |
| | Туллио Ломбардо Гробница Гвидарелло Гвидарелли (Guidarello Guidarelli)                                            | 1525                                | Пинакотека Академии изобразительных искусств (Равенна)            |
| | |                                     |                                                                   |
| | ? Богоматерь |                                     |                                                                   |
| | ? Два надгробия                                                                                                   |                                     |                                                                   |
| | ? Рельефы |                                     |                                                                   |
| | ? Капитель |                                     |                                                                   |
| | ? Три ранние фигуры                                                                                               |                                     |                                                                   |
| | ? Саркофаг |                                     |                                                                   |
| | ? Алтарная сень, колодец ?                                                                                        |                                     |                                                                   |
| | ? Рельефы |                                     |                                                                   |
| | ? Рельеф поклонение волхвов                                                                                       |                                     |                                                                   |
| | ? Женское надгробие                                                                                               |                                     |                                                                   |
| | ? Балкон |                                     |                                                                   |
| | ? Горгульи |                                     |                                                                   |
| | 4 фигуры |                                     |                                                                   |

### Возрождение
| Фото                                     | Название                                         | Период        | Оригинал                               |
| ---------------------------------------- | ------------------------------------------------ | ------------- | -------------------------------------- |
|                                          | Мишель Коломб Св. Георгий, поражающий дракона    | 1508-1509 гг. | Лувр                                   |
| Жан Гужон. Рельефы с «Фонтана невинных»: |                                                  |               |                                        |
|                                          | 1) Нимфа                                         | 1547-1549 гг. | Лувр                                   |
|                                          | 2) Нимфа                                         | 1547-1549 гг. | Лувр                                   |
|                                          | 3) Нимфа                                         | 1547-1549 гг. | Лувр                                   |
|                                          |                                                  |               |                                        |
|                                          | Неизвестный мастер школы Труа Поклонение волхвов | XVI век       | Церковь Св. Николая в г. Труа. Франция |
|                                          | Жак Йонгелинк Гробница Карла Смелого             | 1562          | Собор Нотр-Дам. Брюгге. Бельгия        |
|                                          | Жермен Пилон Скорбящая Богоматерь                | Ок. 1585 г.   | Лувр                                   |

#### Итальянский Ренессанс
| Фото | Название | Период                          | Оригинал |
| --- | --- | ------------------------------- | --- |
| | Джованни Пизано Портрет Энрико Скровеньи |                                 | Капелла Скровеньи (Падуя) |
| | Якопо делла Кверча Надгробие Иларии дель Карретто (Monumento funebre a Ilaria del Carretto) | 1406-1413                       | Собор Сан Мартино (Лукка) |
| | Якопо делла Кверча Алтарь Трента | 1416-1422                       | Церковь Сан Фредиано (Лукка) |
| Якопо делла Кверча. Фрагменты Главного портала церкви Сан Петронио в Болонье (Porta Magna):                                                  | |                                 | |
| | 1) Мадонна с младенцем | 1428-1438                       | Церковь Сан Петронио (Болонья) |
| | 2) Рельефы с внешних пилястр («Сотворение Евы» — Creazione di Eva), «Изгнание из рая» — Cacciata dal Paradiso terrestre, «Труды праотцев» — Lavoro dei progenitori), 3 фигуры (пророков ?) | 1425-1434                       | Церковь Сан Петронио (Болонья) |
| | 3) Рельеф с внешних пилястр «Сотворение Адама» (Creazione di Adamo) | 1425-1434                       | Церковь Сан Петронио (Болонья) |
| | 4) Рельефы на архитраве («Рождество», «Принесение во храм», «Бегство в Египет») | 1425-1434                       | Церковь Сан Петронио (Болонья) |
| | |                                 | |
| | Андреа делла Роббиа Христос с крестом |                                 | Государственные музеи, Берлин |
| | Микелоццо Мадонна Орландини | ок. 1426                        | Музей Боде |
| Рельефы, созданные для конкурса по созданию северных врат флорентийского Баптистерия (Concorso per la porta nord del battistero di Firenze): | |                                 | |
| | 1) Филиппо Брунеллески Жертвоприношение Авраама (Sacrificio di Isacco di F. Brunelleschi) | 1401-1402                       | Национальный музей (Флоренция) |
| | 2) Лоренцо Гиберти Жертвоприношение Авраама (Sacrificio di Isacco di L. Ghiberti) | 1401-1402                       | Национальный музей (Флоренция) |
| Лоренцо Гиберти Рельефы Северных врат флорентийского Баптистерия:                                                                            | |                                 | |
| | 1) Воскрешение Лазаря | 1403-1424                       | Музей собора (Флоренция) |
| | 2-6) «Благовещение», «Поклонение волхвов», «Христос среди учителей», «Искушение Христа», «Евангелист Марк» | 1403-1424                       | Музей собора (Флоренция) |
| | |                                 | |
| | Лоренцо Гиберти Райские Врата (Porta del Paradiso) | 1425-1452                       | Баптистерий (Флоренция) |
| Рельефы и статуи, созданные для купели в сиенском баптистерии (Fonte battesimale del battistero di Siena):                                   | |                                 | |
| | 1) Лоренцо Гиберти «Крещение Христа» (Battesimo di Cristo). | Между 1417—1427                 | Баптистерий (Сиена) |
| 2) Лоренцо Гиберти Арест Иоанна Крестителя (Cattura del Battista)                                                                            | 1427 |                                 | Баптистерий (Сиена) |
| 3) Донателло Пир Ирода (Banchetto di Erode)                                                                                                  | 1427-1428 |                                 | Баптистерий (Сиена) |
| 4) Якопо делла Кверча Захария во Храме | 1427-1430 |                                 | Баптистерий (Сиена) |
| 5) Турино ди Сано, Джованни ди Турино Рождество Иоанна Крестителя                                                                            | 1427 |                                 | Баптистерий (Сиена) |
| 6) Донателло Вера | 1427-1429 |                                 | Баптистерий (Сиена) |
| 7) Донателло Надежда | 1427-1429 |                                 | Баптистерий (Сиена) |
| 8) Донателло Танцующий путто | |                                 | Баптистерий (Сиена) |
| 9) Джованни ди Турино Путто с мячом | |                                 | Баптистерий (Сиена) |
| 10) Джованни ди Турино Путто с трубой | |                                 | Баптистерий (Сиена) |
| | |                                 | |
| | Лоренцо Гиберти Рака святого Зеновия (Arca di san Zanobi) | 1432-1442                       | Санта Мария дель Фьори (Флоренция)                                                                                                   |
| | Лука делла Роббиа Встреча Марии и Елизаветы | Ок.1445                         | Церковь Сан Джованни Фуорцивитас (Пистойя)                                                                                           |
| | Лука делла Роббиа Гробница епископа Беноццо Федериги | 1454-1455                       | Церковь Санта Тринита (Флоренция) |
| | Лука делла Роббиа Кантория (Cantoria di Luca della Robbia) | 1431-1437                       | Музей собора (Флоренция) |
| | Лука делла Роббиа Воскресение | 1442-1445                       | Сакристия, Санта Мария дель Фьори (Флоренция)                                                                                        |
| | Лука делла Роббиа Вознесение | 1442-1445                       | Сакристия, Санта Мария дель Фьори (Флоренция)                                                                                        |
| Лука делла Роббиа. Ангелы с подсвечником | |                                 | |
| | 1) Ангел с подсвечником | 1448                            | Санта Мария дель Фьори (Флоренция)                                                                                                   |
| | 2) Ангел с подсвечником | 1448                            | Санта Мария дель Фьори (Флоренция)                                                                                                   |
| | Лука делла Роббиа Мадонна в розах | 1450-1455                       | Музей собора (Флоренция) |
| | Лука делла Роббиа 5 рельефов с изображением евангелистов и Мадонны для Северных дверей Сакристии флорентийского собора | 1464 −1472                      | Санта Мария дель Фьори (Флоренция)                                                                                                   |
| | Лука делла Роббиа Мадонна | XVI век                         | Музей Боде |
| | ? Мадонна |                                 | |
| | Флорентийский мастер XV—XVI в. (?) Портрет Лоренцо Медичи Великолепного | 1478-1521                       | Национальная галерея (Вашингтон) |
| | Флорентийский мастер Т. н. портрет Никколо Маккиавели |                                 | |
| | ? Портрет ? |                                 | |
| | Круг Донателло Портрет Поджио Браччиолини | 1410-1420-е                     | Музей собора (Флоренция) |
| | Круг Донателло Портрет молодого человека с камеей | ок. 1475                        | Национальный музей (Флоренция) |
| | Донателло (атт.) Портрет Никколо да Уццано | 1430-е гг.                      | Национальный музей (Флоренция) |
| | Донателло (?) Голгофа | XV век                          | Национальный музей (Флоренция) |
| | Донателло Св. Георгий (San Giorgio di Donatello), статуя с фасада церкви Ор Сан Микеле (Флоренция) | Ок. 1415—1417                   | Национальный музей (Флоренция) |
| | Донателло Лев с гербом Флоренции, так называемый Мардзокко (Marzocco) | 1418- 1420 гг.                  | Национальный музей (Флоренция) |
| Донателло Статуи с фасада Колокольни Джотто:                                                                                                 | |                                 | |
| | 1) Пророк Аввакум (фрагментарная копия) (Zuccone) | 1423-1425                       | Музей собора (Флоренция) |
| | 2) Пророк Иеремия (фрагментарная копия) (Geremia di Donatello) | 1423-1426                       | Музей собора (Флоренция) |
| | |                                 | |
| | Донателло Иоанн Креститель | 1423 (?)                        | Ранее: Музей Боде Считался утраченным Оригинал обнаружен во фрагментах, реставрирован, ныне в ГМИИ                                   |
| | Донателло Мадонна Пацци (Madonna Pazzi) | 1425-1430                       | Музей Боде |
| | Донателло Давид | Ок. 1430—1432 гг.               | Национальный музей (Флоренция) |
| | Донателло (совместно с Микелоцци) Танцующие путти (Pulpito del duomo di Prato) для фасада собора в Прато | 1433                            | Собор (Прато), музей собора |
| | Донателло Благовещение Кавальканти (Annunciazione Cavalcanti) | 1430-е гг.                      | Церковь Санта Кроче (Флоренция) |
| | Донателло Кантория (Cantoria di Donatello), для фасада собора Санта Мария дель Фьоре | 1433- 1439 гг.                  | Музей собора (Флоренция) |
| | Донателло Амур-Аттис (Amore-Attis) | ок. 1440—1443                   | Национальный музей (Флоренция) |
| Донателло Алтарь собора Св. Антония в Падуе, копии нескольких фрагментов (Altare di Sant’Antonio da Padova):                                 | |                                 | |
| | 1) 4 рельефа музицирующих путти; 4 рельефа с чудесами св. Антония: - «Чудо с раскаявшимся сыном» (Miracolo del figlio pentito), - «Чудо с ослицей» (Miracolo dell’asina), - «Чудо с сердцем скряги» (Miracolo del cuore dell’avaro), - «Чудо с заговорившим новорожденным» (Miracolo del neonato che parla); 3 статуи: - статуи св. Франциска (San Francesco di Donatello), - св. Антония Падуанского (Sant’Antonio da Padova di Donatello), - Распятие (Crocifisso della basilica del Santo) | 1443-1450                       | Собор Сан Антонио (Падуя) |
| | 2) Рельефы с изображением символов евангелистов: - ангела (Simbolo dell’Evangelista Matteo), - льва (Simbolo dell’Evangelista Marco) |                                 | Собор Сан Антонио (Падуя) |
| | 3) Рельефы с изображением символов евангелистов: - орла (Simbolo dell’Evangelista Giovanni), - быка (Simbolo dell’Evangelista Luca) |                                 | Собор Сан Антонио (Падуя) |
| | 4) Рельеф «Положение во гроб» (Deposizione di Cristo di Donatello) |                                 | Собор Сан Антонио (Падуя) |
| | |                                 | |
| | Донателло Кондотьер Гаттамелатта (Monumento al Gattamelata) | 1447-1453 гг.                   | Пьяцца дель Санто (Падуя) |
| | Донателло Святой Иоанн (фрагмент статуи) (San Giovanni Battista di Donatello) | 1457                            | Собор (Сиена) |
| | Донателло Мадонна дель Пердоно (Madonna del Perdono) | 1457-1459                       | Музей собора (Сиена) |
| | Антонио Кавальканти Портрет Филиппо Брунеллески (фрагментарная копия надгробия) | 1447-1448                       | Санта Мария дель Фьоре (Флоренция)                                                                                                   |
| | Антонио Росселино Надгробие кардинала Португальского в капелле дель кардинале дель Портогалло (Cappella del Cardinale del Portogallo) | 1461                            | Церковь Сан Миньято аль монте (Флоренция)                                                                                            |
| | Антонио Росселино Портрет Франческо Сассетти | 1460-1469                       | Национальный музей (Флоренция) |
| | Антонио Росселино Портрет Маттео Пальмиери | 1468                            | Национальный музей (Флоренция) |
| | Антонио Росселино Юный Иоанн Креститель | Ок. 1470                        | Национальная галерея (Вашингтон) |
| | Антонио Росселино Поклонение младенцу | ок. 1475                        | Национальный музей (Флоренция) |
| | Антонио Росселино Портрет флорентийского дворянина | Сер. XV века                    | Музей Боде Оригинал был поврежден в 1945 году и возвращен из СССР в 1958 году; реставрация 1960-х годов повредила мрамор ещё сильнее |
| | Антонио Росселино Юный Иоанн Креститель | ок. 1447-29                     | Национальный музей (Флоренция) |
| | ? Портрет мальчика (?) |                                 | |
| | Антонио дель Поллайоло Мужской портрет (Портрет молодого человека в парадных доспехах) | Ок. 1460                        | Национальный музей (Флоренция) |
| | Дезидерио да Сеттиньяно (атт.) Святой Лаврентий | 1455-1460                       | Старая Сакристия, Базилика Сан Лоренцо (Флоренция)                                                                                   |
| | Дезидерио да Сентиньяно Юный Иоанн Креститель | 1450-1453                       | Национальный музей (Флоренция) |
| | Дезидерио да Сентиньяно Мадонна Панчиатики | 1453                            | Национальный музей (Флоренция) |
| Дезидерио да Сентиньяно. Амуры-щитодержатели с надгробия Карло Марсуппини (Carlo Marsuppini):                                                | |                                 | |
| | 1) Амур | 1453-1455                       | Церковь Санта Кроче (Флоренция) |
| | 2) Амур | 1453-1455                       | Церковь Санта Кроче (Флоренция) |
| | |                                 | |
| | Дезидерио да Сентиньяно (?) Мальчик | 1455-1460                       | Национальная галерея искусств (Вашингтон)                                                                                            |
| | Дезидерио да Сентиньяно Христос-ребёнок | Ок. 1460                        | Национальная галерея искусств (Вашингтон)                                                                                            |
| | Дезидерио да Сентиньяно Смеющийся мальчик | 1460-1464                       | Музей истории искусства (Вена) |
| | ? Дезидерио да Сентиньяно Христос-ребёнок |                                 | ? |
| | Дезидерио да Сеттиньяно Портрет принцессы Урбинской |                                 | Государственные музеи Берлина |
| | Дезидерио да Сеттиньяно Портрет Мариэтты Строцци | Ок. 1460                        | Музей Боде |
| | Флорентийский мастер XV—XVI в. (Дезидерио да Сеттиньяно) Портрет принцессы Урбинской (Мариэтты Строцци) | Ок. 1475                        | Государственные музеи Берлина |
| | Франческо Лаурана Портрет женщины; «Неаполитанская принцесса» | Ок. 1472 (или имитация 19 века) | Государственные музеи Берлина утрачен, обломки в ГМИИ                                                                                |
| | Франческо Лаурана Портрет Баттисты Сфорца | 1475                            | Национальный музей (Флоренция) |
| | Франческо Лаурана Портрет женщины: «Луврская принцесса» |                                 | Лувр |
| | Агостино ди Дуччо Аллегории земледелия (слева) и музыки (справа) | 1475-1499                       | Темпио Малатестиано (Римини) |
| | Агостино ди Дуччо Мадонна с младенцем и ангелом | 2-я пол. XVI века               | Национальный музей (Флоренция) |
| | Андреа дель Верроккьо Путто с дельфином (Putto con delfino) | Ок. 1470                        | Палаццо Веккио (Флоренция) |
| | Андреа дель Верроккьо Мадонна с младенцем | 1470-1480                       | Национальный музей (Флоренция) |
| | Андреа дель Верроккьо Давид (David di Verrocchio) | 1473-1475 гг.                   | Национальный музей (Флоренция) |
| | Андреа дель Верроккьо Кондотьер Коллеони (Monumento a Bartolomeo Colleoni) | 1479- 1488 гг.                  | Площадь Санти Джованни э Паоло в Венеции                                                                                             |
| | Андреа Верроккьо Портрет юноши |                                 | Государственные музеи (Берлин) |
| | Андреа дель Верроккьо Молодая женщина с цветком | Ок. 1480                        | Национальный музей (Флоренция) |
| | Франческо ди Симоне Ферруччи (атт.) Поклонение младенцу | Ок. 1470—1493                   | Музей изящных искусств (Бостон) |
| | Андреа делла Роббиа Поклонение младенцу | 1463-1466 гг.                   | Национальный музей (Флоренция) |
| | Андреа делла Роббиа Тондо со спеленутым младенцем | 1463-1466 гг.                   | Воспитательный дом, Флоренция |
| | Андреа делла Роббиа Благовещение | 1463-1466 гг.                   | Воспитательный дом, Флоренция |
| | Андреа делла Роббиа Бог-отец с ангелами | 1463-1466 гг.                   | Музей собора (Флоренция) |
| | Андреа делла Роббиа Мужской портрет | Ок. 1465—1470                   | Музей Боде |
| | Андреа делла Роббиа Коронование Богоматери | Ок. 1475                        | Базилика дель Оссерванца (Сиена) |
| | Андреа делла Роббиа Мадонна Бертелло | ок. 1470—1480                   | Церковь Сан Гаэтано (Флоренция), капелла дель Россо                                                                                  |
| | Андреа делла Роббиа Поклонение Младенцу | 1479                            | Сантуарио делла Верна (Кьюзи-делла-Верна)                                                                                            |
| | Андреа делла Роббиа Благовещение | 1479                            | Сантуарио делла Верна (Кьюзи-делла-Верна)                                                                                            |
| | Андреа делла Роббиа Мадонна с младенцем, ангелами и святыми | ок. 1480                        | Капелла Медичи, Санта Кроче (Флоренция)                                                                                              |
| | Андреа делла Роббиа Поклонение младенцу | ок. 1480                        | Это оригинал. В ГМИИ с 1927 года, ранее — Серпуховский музей; Собрание Орловых-Давыдовых в имении Отрадное                           |
| | Андреа делла Роббиа Мадонна с младенцем и двумя ангелами | 1505                            | Музей Боде |
| | Джованни делла Роббиа Мадонна со святыми Иоанном Крестителем и Иеронимом |                                 | Государственные музеи (Берлин) |
| | Мастер из Сан-Тровазо Рельефы с изображением ангелов | 2-я пол. XVI века               | Церковь Сан-Тровазо (Венеция) |
| | Мино да Фьезоле Табернакль |                                 | Капелла Кастеллани, Базилика Санта-Кроче (Флоренция)                                                                                 |
| | Мино да Фьезоле Портрет молодой девушки |                                 | Государственные музеи (Берлин) |
| | Мино да Фьезоле Портрет Джованни Медичи | 1456 — 1461                     | Национальный музей (Флоренция) |
| | Мино да Фьезоле Портрет Ринальдо делла Луна | 1461                            | Национальный музей (Флоренция) |
| | Мино да Фьезоле Портрет епископа Салутати | 1464-1469                       | Собор (Фьезоле) |
| | Маттео Чивитали Портрет Доменико Бертини (фрагмент гробницы) | 1496                            | Собор святого Мартина (Лукка) |
| Маттео Чивитале. Коленопреклоненные ангелы                                                                                                   | |                                 | |
| | 1) Коленопреклоненный ангел | 1473-1476                       | Собор Сан-Мартино (Лукка) |
| | 2) Коленопреклоненный ангел | 1473-1476                       | Собор Сан-Мартино (Лукка) |
| | |                                 | |
| | Бенедетто да Майано Мадонна с Младенцем |                                 | Национальный музей (Флоренция) |
| | Бенедетто да Майано Алтарная сень (киворий) | 1475-1480                       | Базилика Сан-Доменико (Сиена) |
| | Бенедетто да Майано Кафедра собора Санта-Кроче, Флоренция | 1481                            | Базилика Санта-Кроче (Флоренция) |
| | Бенедетто да Майано Портрет Филиппо Строцци Старшего | 1475                            | Лувр |
| | Кристофоро Салари Надгробие Лодовико Сфорца и Беатриче д’Эсте | Ок 1499 г.                      | Собор Чертоза ди Павии |
| | Донато Браманте Балкон | 1499-1511 гг.                   | Палаццо Канчеллерия (Рим) |
| | Джованни делла Роббиа Сцены из композиции «Семь дел милосердия» («Приютить странника», «Помочь больному») | Ок. 1524—1529 гг.               | Больница Чеппо (Пистойя) |
| | Бенвенуто Челлини Голова Персея | 1545 — 1553                     | Лоджии деи Ланца (Флоренция) |
| | Бенвенуто Челлини Рельеф с пьедестала статуи Персея | 1545-1554                       | Лоджии деи Ланца (Флоренция) |
| | Джулио Маццони Портрет Франческо дель Неро | 1550-1560 (?)                   | Ранее: Государственные музеи (Берлин) Считался утраченным Обломки найдены в РФ, реставрированы, ныне в ГМИИ                          |
| | Валерио Чиоле (?) Нарцисс | Ок.1560 г.                      | Музей Виктории и Альберта (Лондон)                                                                                                   |
| | Алессандро Витториа Портрет Оттавиано Гримани | 1571-1576 г.                    | Скульптурная галерея (Берлин); ранее Музей Боде                                                                                      |
| | Джованни да Болонья (Джамболонья) Меркурий | Ок. 1580                        | Национальный музей (Флоренция) |
| | Якопо делла Кверча Мадонна с Младенцем |                                 | Базилика Сан-Петронио (Болонья) |
| | Пророк | Между 1425—1438                 | Базилика Сан-Петронио (Болонья) |
| | ? |                                 | |

#### Микеланджело
| Фото | Название                                                               | Период             | Оригинал                                        |
| ---- | ---------------------------------------------------------------------- | ------------------ | ----------------------------------------------- |
|      | Микеланджело Битва кентавров                                           | 1492               | Музей Буонарроти (Флоренция)                    |
|      | Микеланджело Оплакивание Христа                                        | 1497-1500          | Собор Святого Петра (Рим)                       |
|      | Микеланджело Вакх                                                      | Ок. 1497—1501      | Национальный музей (Флоренция)                  |
|      | Микеланджело Мадонна Брюгге                                            | Ок. 1501           | Собор Нотр-Дам (Брюгге)                         |
|      | Микеланджело Мадонна Таддеи                                            | 1502-1504          | Королевская академия искусств (Лондон)          |
|      | Микеланджело Мадонна Питти                                             | 1504-1505          | Национальный музей (Флоренция)                  |
|      | Микеланджело Давид                                                     | 1504               | Галерея Академии изящных искусств (Флоренция)   |
|      | Микеланджело Умирающий раб                                             | Между 1513 и 1519  | Лувр                                            |
|      | Микеланджело Скованный раб                                             | Между 1513 и 1519  | Лувр                                            |
|      | Микеланджело Моисей                                                    | 1513-1516 гг.      | Церковь Сан Пьетро ин Винколи (Рим)             |
|      | Микеланджело Мадонна Медичи                                            | 1519-1533          | Капелла Медичи в церкви Сан Лоренцо (Флоренция) |
|      | Микеланджело Гробница Джулиано Медичи                                  | 1520-1534          | Капелла Медичи в церкви Сан Лоренцо (Флоренция) |
|      | Микеланджело Гробница Лоренцо Медичи                                   | 1520-1534          | Капелла Медичи в церкви Сан Лоренцо (Флоренция) |
|      | Микеланджело Скорчившийся мальчик                                      | Между 1530—1534 г. | Эрмитаж                                         |
|      | Микеланджело Брут                                                      | 1539-1540 г.       | Национальный музей (Флоренция)                  |
|      | Микеланджело Оплакивание Христа (Флорентийская пьета)                  | Ок.1550-1555       | Музей собора (Флоренция)                        |
|      | Микеланджело (ныне атрибуция снята) Снятие с креста (Пьета Палестрина) | Ок.1550-1555       | Галерея Академии изящных искусств (Флоренция)   |